# Gara Sete Rios
Gara Sete Rios este o stație feroviară din Lisabona, Portugalia, situată pe Linia de Centură a orașului.

## Descriere

### Localizare și acces
Accesul în gară se face prin strada Rua Prof. Lima Bastos.

### Linii și peroane
În decembrie 2018 gara avea patru linii, cu lungimi variind între 243 și 447 de metri. Peroanele aveau lungimi cuprinse între 239 și 260 de metri, cu o înălțime de 90 de centimetri.

## Servicii

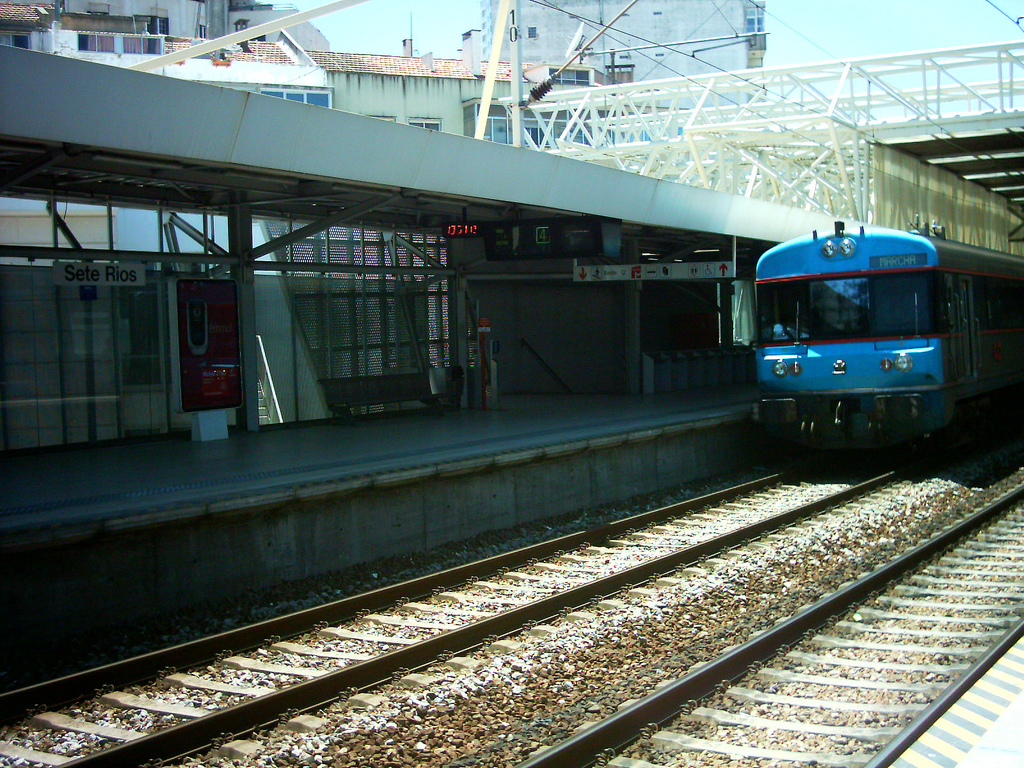
Automotor de serie 0450 în gara Sete Rios.

### Transport feroviar
| Rețea / Linie                        | Municipii deservite |
| ------------------------------------ | --- |
| CP Longo Curso Intercidades          | Almada, Palmela, Vendas Novas, Montemor-o-Novo, Évora, Alvito, Cuba, Grândola, Ourique, Odemira, Silves, Albufeira, Loulé și Faro                                                  |
| CP Regional Regional e InterRegional | Lisabona, Sintra, Mafra, Torres Vedras, Bombarral, Óbidos, Caldas da Rainha, Nazaré, Alcobaça, Marinha Grande, Leiria, Pombal, Figueira da Foz, Soure, Montemor-o-Velho și Coimbra |
| CP Urbano Linha de Sintra            | Lisabona, Amadora, Oeiras și Sintra |
| CP Urbano Linia Azambuja             | Lisabona, Loures, Vila Franca de Xira și Azambuja |
| Fertagus                             | Almada, Seixal, Barreiro, Palmela și Setúbal |

#### Urbanos de Lisboa
| CP Urbanos de Lisboa | CP Urbanos de Lisboa                                                                                               |
| -------------------- | --- |
|                      | Sintra ↔ Oriente                                                                                                   |
|                      | Sintra ↔ Alverca (nu circulă în weekend și de sărbătorile legale)                                                  |
| Linia Azambuja       | Alcântara - Terra ↔ Castanheira do Ribatejo (nu circulă în weekend și de sărbătorile legale)                       |
| Linia Azambuja       | Alcântara - Terra ↔ Azambuja (doar primul și ultimul tren al zilei, exceptând weekend-urile și sărbătorile legale) |

#### Gări deservite în zona metropolitană a Lisabonei
- Benfica
- Campolide
- Alcântara-Terra
- Rossio
- Sete Rios
- Entrecampos
- Roma Areeiro
- Marvila
- Braço de Prata
- Oriente

#### Fertagus
| Fertagus | Fertagus               |
| -------- | ---------------------- |
|          | Setúbal ↔ Roma-Areeiro |
|          | Coina ↔ Roma-Areeiro   |

#### Regional
| CP Regional | CP Regional                                  |
| ----------- | -------------------------------------------- |
|             | Lisabona - Santa Apolónia ↔ Leiria           |
|             | Lisabona - Santa Apolónia ↔ Caldas da Rainha |
|             | Lisabona - Santa Apolónia ↔ Torres Vedras    |

#### Lung parcurs
| CP Longo Curso | CP Longo Curso             |
| -------------- | -------------------------- |
|                | Lisabona - Oriente ↔ Évora |
|                | Lisabona - Oriente ↔ Faro  |

#### Direcții deservite
| Gara precedentă                            | Comboios de Portugal | Comboios de Portugal       | Comboios de Portugal | Gara următoare                                               |
| ------------------------------------------ | -------------------- | -------------------------- | -------------------- | ------------------------------------------------------------ |
| Benfica În direcția Sintra                 |                      | CP Lisboa Linha de Sintra  |                      | Entrecampos În direcția Lisabona-Oriente / Alverca1          |
| Campolide În direcția Alcântara-Terra      |                      | CP Lisboa Linia Azambuja   |                      | Entrecampos În direcția Castanheira do Ribatejo1 / Azambuja2 |
| Agualva-Cacém În direcția Leiria / Coimbra |                      | CP Regional Linha do Oeste |                      | Entrecampos În direcția Santa Apolónia                       |
| Pragal În direcția Faro / Évora            |                      | Intercidades Linha do Sul  |                      | Entrecampos În direcția Lisabona-Oriente                     |
|                                            | Fertagus             |                            |                      |                                                              |
| Campolide În direcția Setúbal / Coina      |                      | Fertagus Linha do Sul      |                      | Entrecampos În direcția Roma-Areeiro                         |

1Nu circulă în weekend și de sărbătorile legale

2Doar primul și ultimul tren al zilei, exceptând weekend-urile și sărbătorile legale

### Transport urban

#### Carris
- 202 Cais do Sodré ⇄ Bairro Padre Cruz
- 701 Campo de Ourique ⇄ Campo Grande
- 716 Alameda ⇄ Benfica
- 726 Sapadores ⇄ Pontinha Centro
- 731 Avenida José Malhoa ⇄ Moscavide Centru
- 746 Marquês de Pombal ⇄ Gara Damaia
- 755 Sete Rios ⇄ Poço do Bispo
- 758 Cais do Sodré ⇄ Portas de Benfica
- 768 Cidade Universitária ⇄ Quinta dos Alcoutins
- 770 Sete Rios (traseu circular), via Alto da Serafina și Bairro das Furnas

#### Metroul din Lisabona
- Linia albastră: Jardim Zoológico (Santa Apolónia ⇄ Reboleira)

#### AeroBus
- Linha 2 Aeroport ⇄ Avenida José Malhoa (sud)

#### Transport de lung parcurs
- Rețeaua Expres Națională (Rede Nacional de Expressos)

## Istoric
Gara a fost deschisă ca stație a tronsonului original al Liniei de Centură, între Benfica și Santa Apolónia, pus în funcțiune pe data de 20 mai 1888.